# Улица Тюфелева Роща
Улица Тю́фелева Ро́ща — улица на юге Москвы в Даниловском районе ЮАО от Автозаводской улицы.

## Происхождение названия

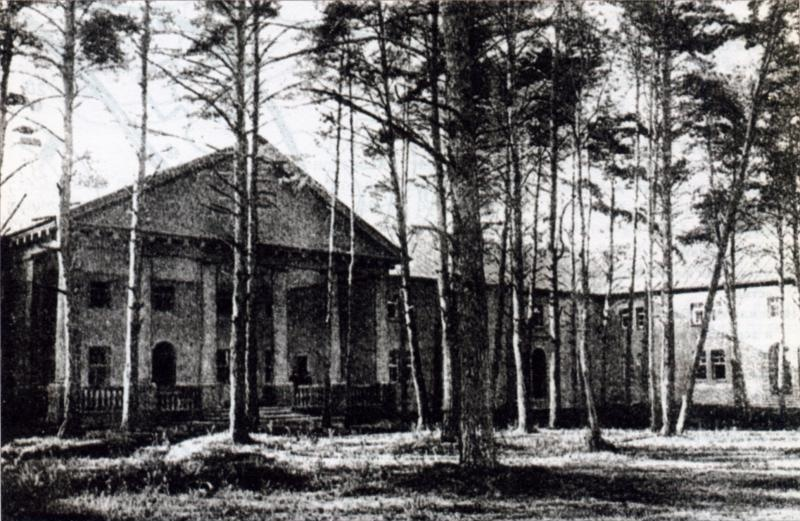
Жилой дом рабочих АМО в Тюфелевой роще (не сохранился). 1923 год.

В конце XVII века упоминается деревня Тухолево и находившаяся при ней Тухолева роща; название деревни, по-видимому, связано с каким-то некалендарным именем и уже в XVIII веке было превращено в Тюфелево. В 1930-х годах деревня и роща были поглощены развивавшимся автомобильным заводом (ЗИЛ), но память о них была сохранена в названии Тюфелев проезд (сейчас его части входят в 1-й Автозаводский проезд и Автозаводскую улицу), а затем и в названии улица Тюфелева Роща (с 1949 года).

## Описание
Улица начинается от Автозаводской улицы у западной стороны Автозаводского моста (здесь Автозаводская является частью Третьего транспортного кольца), и проходит на юг до проспекта Лихачёва. Южнее проспекту трассу продолжает улица Архитектора Гинзбурга.
В годы Первой мировой войны вдоль улицы были выстроены жилые и рабочие помещения московского автомобильного завода АМО по проекту К. С. Мельникова. В современности вдоль западной стороны улицы Тюфелева Роща расположена территория завода «Гелиймаш» и подземные очистные сооружения «Зиларта». Восточную сторону, ранее принадлежавшую ЗИЛу, занимает офисный квартал «Технопарк ЗИЛ». Его шестиэтажный южный корпус на углу Тюфелевой Рощи и проспекта Лихачёва — это бывший инженерный корпус АМО ЗИЛ, 1958 года. Севернее него, по состоянию на лето 2025 года, завершается строительство двух офисных башен.